# Els homes del silenci
Els homes del silenci és una pel·lícula documental dirigida per Josep Morell i Jordi Vilar, produïda per Ottokar Films en coproducció amb TV3 i TVE i amb la col·laboració de l'ICEC. Fou emesa per TV3 el 15 de maig de 2018 dins de la sèrie Sense ficció. Fou vista per 464.000 espectadors amb una quota de pantalla del 16,5%.

## Sinopsi
Narra la història, poc coneguda, del grup de persones que van treballar a la rebotiga de la política i que van fer possible el restabliment de la Generalitat de Catalunya i el retorn de Josep Tarradellas a Catalunya el 23 d'octubre de 1977. Aporta alguns elements nous, com els contactes de Manuel Milián Mestre, assessor de Manuel Fraga, amb Tarradellas a començaments del 1976 i la sèrie d'entrevistes fetes entre 1986 i 1988.

## Personatges entrevistats
- Fernando Ónega, director de premsa de Presidència del govern de Suárez (1977-1978)
- Rodolfo Martín Villa
- José Manuel Otero Novas
- Federico Mayor Zaragoza
- Salvador Sánchez-Terán
- Miguel Ángel Aguilar
- Miquel Roca i Junyent
- Josep Maria Bricall
- Ramon Espasa i Oliver
- Albert Arbós
- Manuel Milián Mestre
- Màrius Carol
- Ricardo Fernández Deu
- Valentín Villagrasa
- Pere Portabella

## Guardons
Va rebre el Premi Ondas a la millor sèrie emesa per emissores o cadenes no nacionals.